# Sebacinales
Sebacinales is een botanische naam voor een orde van schimmels. De orde heeft een wijdverspreide verspreiding en zijn meestal terrestrisch, vele vormen mycorrhiza's met een grote verscheidenheid aan planten, waaronder orchideeën.
- orde Sebacinales:
  - familie Sebacinaceae